# Deutsche Cadre-47/2-Meisterschaft 1962/63

Veranstaltungsort: Köln

Die Deutsche Cadre-47/2-Meisterschaft 1962/63 war eine Billard-Turnierserie und fand vom 21. bis zum 23. Dezember 1962 in Köln zum 36. Mal statt.

## Geschichte
Durch einen 400:161-Sieg in 16 Aufnahmen gegen den bis dahin führenden Ernst Rudolph im letzten Durchgang des Turniers gewann Siegfried Spielmann zum vierten Mal den Deutschen Meistertitel im Cadre 47/2. Der Kölner Rudolph nutzte bis dahin seinen Heimvorteil, da die Meisterschaft in seinem Billard-Casino ausgetragen wurde. Er erzielte auch alle Turnierbestleistungen. Mit Platz drei erspielte sich der Duisburger Ewald Kajan seine erste DM-Medaille im Cadre 47/2.

## Turniermodus
Das ganze Turnier wurde im Round-Robin-System bis 400 Punkte mit Nachstoß gespielt. Bei MP-Gleichstand wurde in folgender Reihenfolge gewertet:
Bei MP-Gleichstand wurde in folgender Reihenfolge gewertet:
1. MP = Matchpunkte
2. GD = Generaldurchschnitt
3. HS = Höchstserie

## Abschlusstabelle
| MP    | Match Points (Sieger = 2; Unentschieden = 1; Verlierer = 0) |
| Pkte. | Erzielte Karambolagen                                       |
| Aufn. | Benötigte Versuche                                          |
| GD    | Generaldurchschnitt                                         |
| BED   | Bester Einzeldurchschnitt eines Spielers                    |
| HS    | Höchstserie                                                 |
|       | Bester GD des Turniers                                      |
|       | Bester ED des Turniers                                      |
|       | Beste HS des Turniers                                       |
|       | 1. Platz (Gold)                                             |
|       | 2. Platz (Silber)                                           |
|       | 3. Platz (Bronze)                                           |

| Klassement                 | Klassement                               | Klassement | Klassement | Klassement | Klassement | Klassement | Klassement |
| Platz                      | Name                                     | MP         | Pkte.      | Aufn.      | GD         | BED        | HS         |
| -------------------------- | ---------------------------------------- | ---------- | ---------- | ---------- | ---------- | ---------- | ---------- |
| 1                          | Siegfried Spielmann (Düsseldorf)         | 10:0       | 2000       | 109        | 18,34      | 25,00      | 159        |
| 2                          | Ernst Rudolph (Köln)                     | 8:2        | 1761       | 90         | 19,56      | 50,00      | 282        |
| 3                          | Ewald Kajan (Duisburg)                   | 6:4        | 1546       | 116        | 13,32      | 14,81      | 117        |
| 4                          | Joachim Eiter (Münster)                  | 2:8        | 1536       | 133        | 11,54      | 12,90      | 101        |
| 5                          | Josef Bolz (Köln)                        | 2:8        | 1680       | 153        | 10,98      | 10,52      | 92         |
| 6                          | Matthias Metzemacher (Bergisch Gladbach) | 2:8        | 1469       | 147        | 9,99       | 12,12      | 90         |
| Turnierdurchschnitt: 13,35 |                                          |            |            |            |            |            |            |